# Cylisticus montanus
Cylisticus montanus is een pissebed uit de familie Cylisticidae. De wetenschappelijke naam van de soort is voor het eerst geldig gepubliceerd in 1980 door Vandel.